# كودي ديفيس
كودي ديفيس (بالإنجليزية: Cody Davis) هو لاعب كرة قدم أمريكية أمريكي، ولد في 6 يونيو 1989 في ستيفنفيل في الولايات المتحدة.

## وصلات خارجية
- كودي ديفيس على موقع مرجع كرة القدم المحترفة.كوم (الإنجليزية)